# Darmstadtia (Darmstadt)

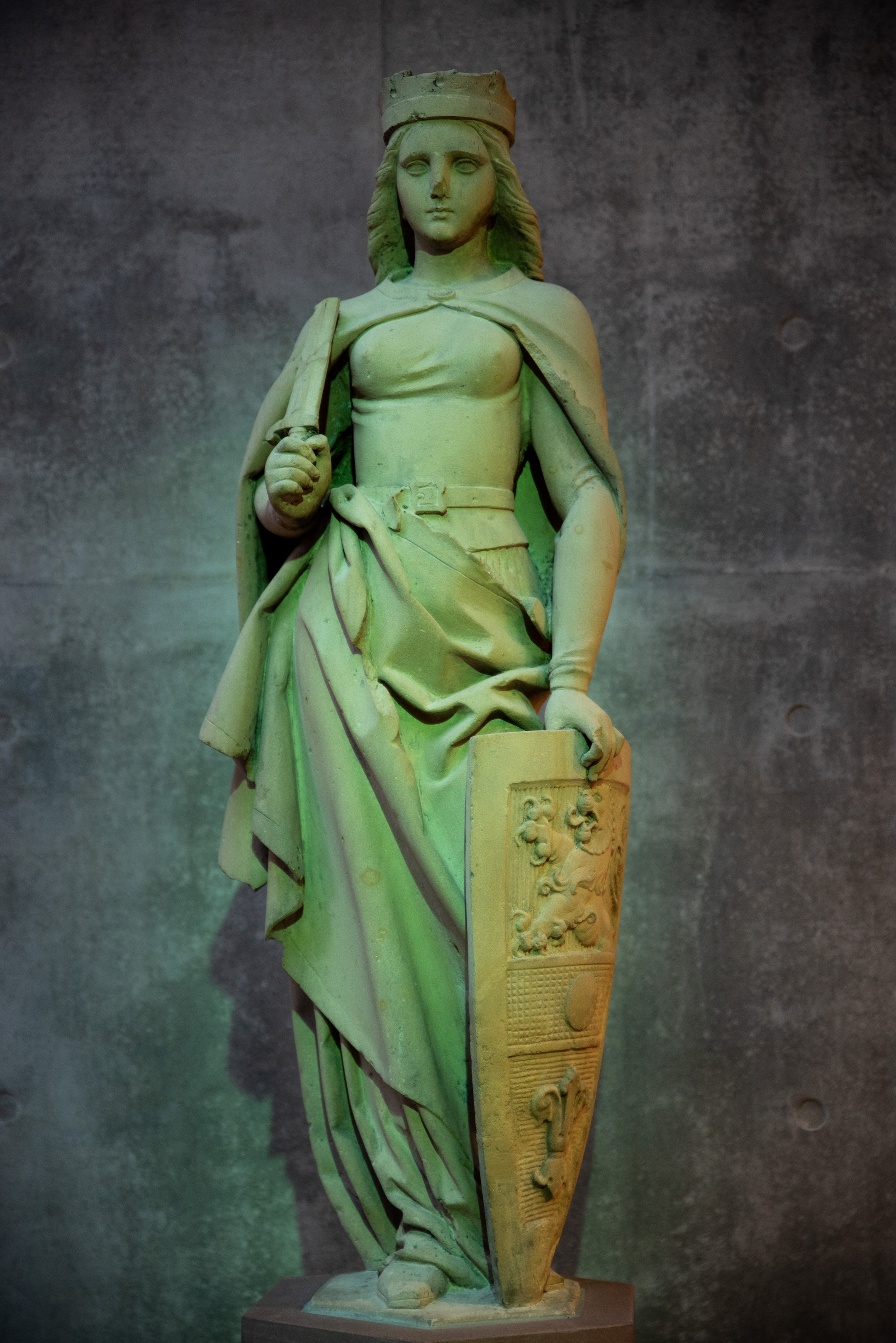
Original Statue Darmstadtia

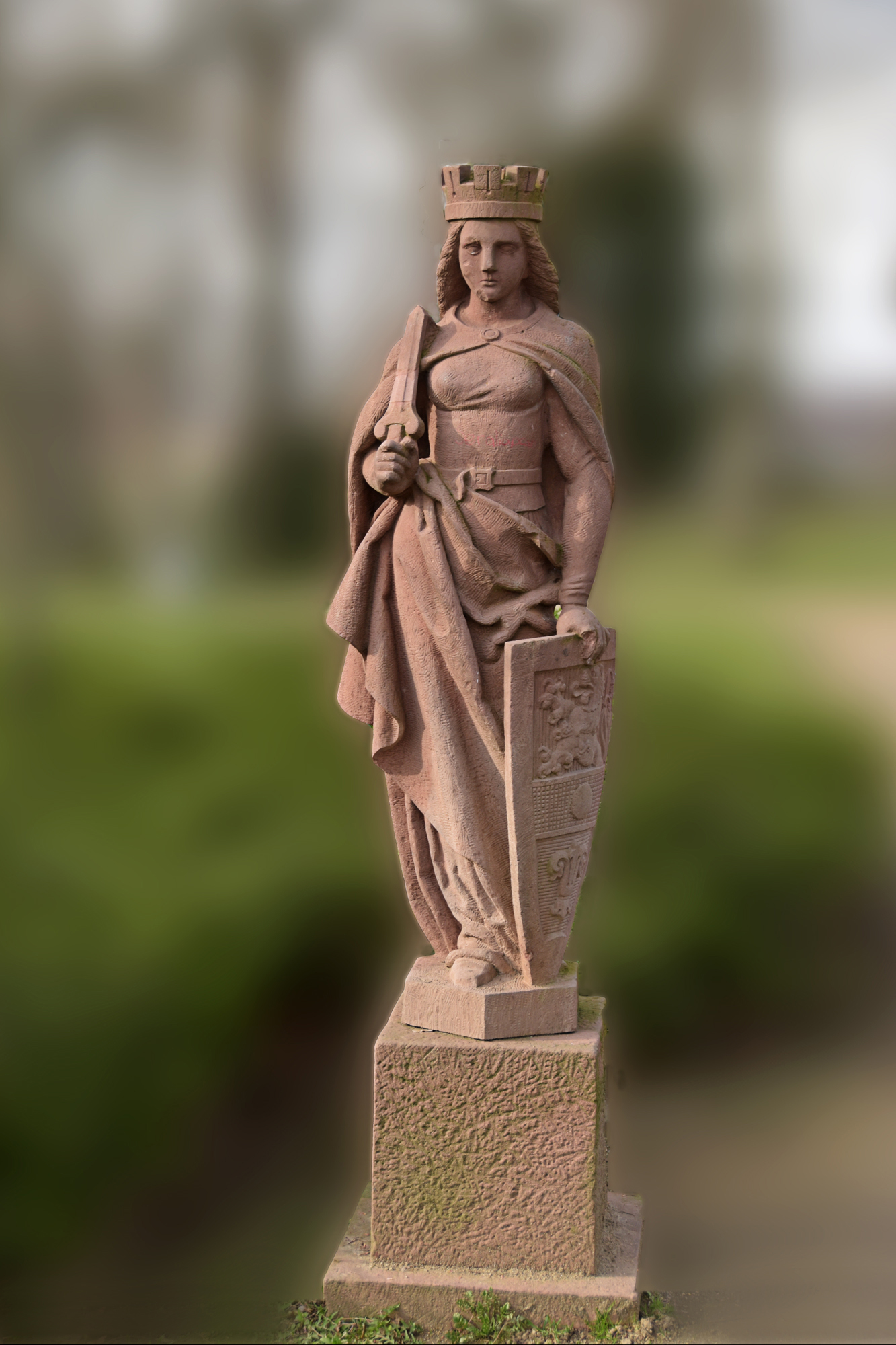
Kopie der Darmstadtia im Wolfskehl’schen Park (2017)

Die Darmstadtia ist ein Kulturdenkmal in Darmstadt. Die ehemalige Brunnenfigur stellt die Schutzpatronin der Stadt dar.

## Geschichte und Beschreibung
Die Darmstadtia – ursprünglich auch Hassia genannt – wurde im Jahre 1864 von Johann Baptist Scholl dem Jüngeren als Bekrönung einer dreistöckigen Brunnenanlage (Hassiabrunnen) mit Gaslaternen geschaffen.
Die Anlage stand auf dem Ludwigsplatz.
Im Jahre 1905 musste die Brunnenanlage dem Bismarckdenkmal weichen und wurde auf den Taunusplatz versetzt.
Bei einem Luftangriff im Jahre 1944 wurde der Hassiabrunnen stark beschädigt.
Nur die Statue der Darmstadtia konnte gerettet werden.
Das restaurierte Original der Darmstadtia wurde auf einen sechseckigen Sockel gestellt und befindet sich heute im Darmstadtium.
Seit dem Jahr 1964 steht im Wolfskehl’schen Park eine Kopie aus rotem Sandstein.
Diese Kopie wurde von dem Bildhauer Karl J. Buchert aus Groß-Zimmern geschaffen.
Die Darmstadtia trägt in der rechten Hand ein Schwert, in der Linken einen Schild mit Stadtwappen und auf dem Kopf eine Zinnenkrone.